# Proyección afín

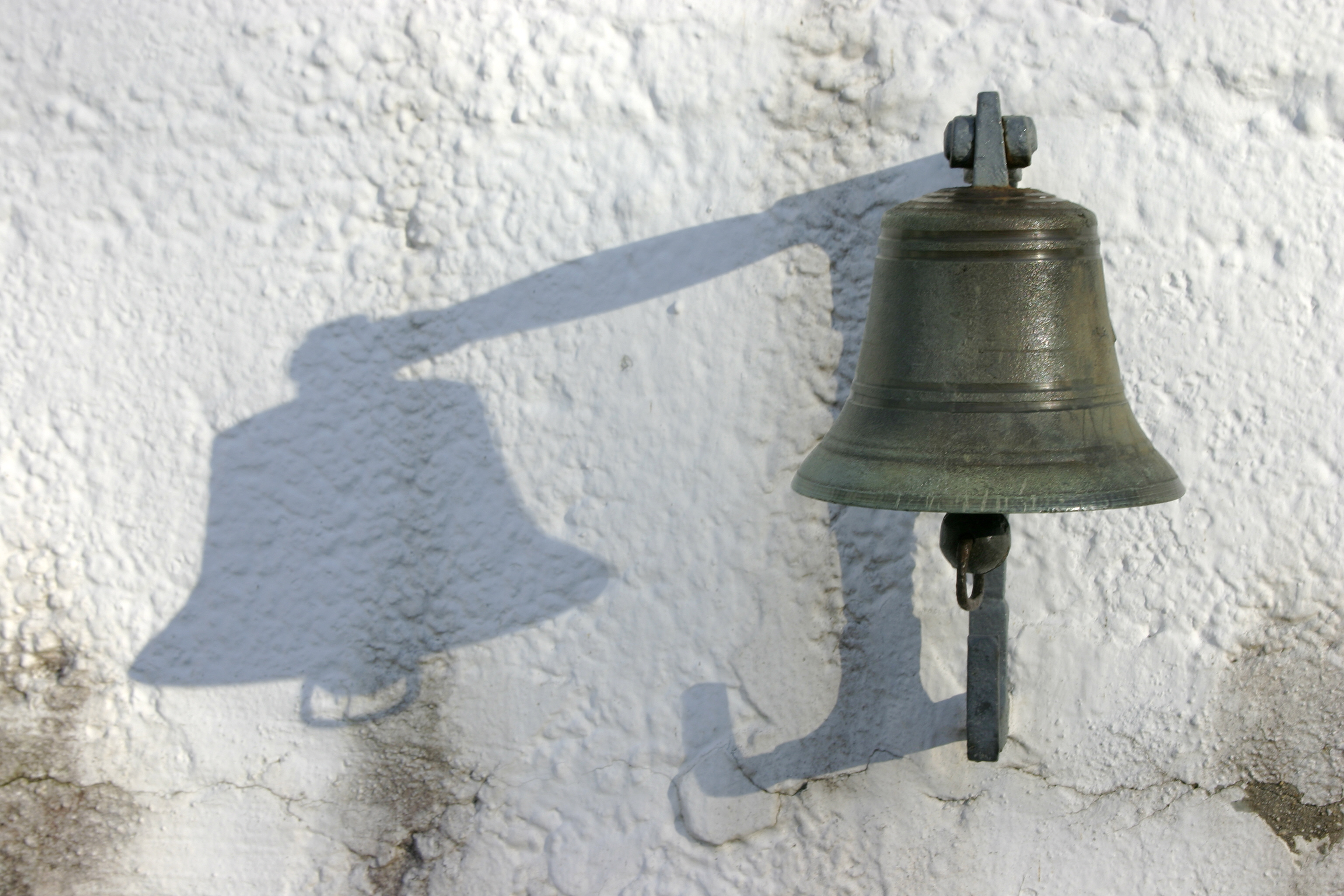
Ejemplo de proyección: la sombra de la campana es su imagen proyectada sobre la pared según la dirección de los rayos del sol

En geometría afín, una proyección afín es una aplicación de los puntos de un espacio sobre un subespacio, en el que un punto y su imagen están en una dirección fija llamada dirección de la proyección.
Así, la sombra proyectada por el sol sobre una superficie plana de los objetos en el espacio es, en primera aproximación, una proyección del espacio sobre un plano según la dirección de los rayos del sol.
Las proyecciones afines son útiles para construir representaciones del plano o del espacio. También intervienen en la construcción de afinidades. Se utilizan en algunas representaciones bidimensionales de objetos tridimensionales, y entonces se habla de perspectiva axonométrica.
En un espacio euclídeo, cuando la dirección de la proyección es ortogonal al subespacio sobre el que se proyecta, se habla de una proyección ortogonal. Cuando la dirección no es fija pero hay un punto fijo de modo que un punto y su imagen siempre están alineados con el punto fijo, no es una proyección afín sino una proyección central.

## Proyección en geometría plana

### Propiedades

Puntos A_{1}, A, B, G y sus proyecciones A'_{1}, A', B', G' sobre la recta D según la dirección Δ

En geometría plana, se considera una recta D del plano y una dirección Δ no paralela a D. La proyección sobre la recta D según la dirección Δ transforma el punto A en un punto A' tal que:
- A' está en la recta paralela a Δ que pasa por A
- A' está en la recta D

Al no ser paralelas las dos rectas anteriores, se encuentran en un punto único. lo que garantiza la existencia y unicidad de A' cuando se da un punto A.
Se observa que, si A pertenece a la recta D, es su propia proyección. Finalmente, cualquier punto A' situado en D es la proyección de una infinidad de puntos: todos los puntos situados en la recta que pasa por A' y es paralela a Δ se proyectan sobre A'. Entonces la proyección no es inyectiva, y por lo tanto, no es biyectiva.
La proyección es una transformación afín. Esto significa que preserva los baricentros: si A y B son dos puntos y si a y b son dos números reales tales que a + ' 'b es distinto de cero y si G es el baricentro de los puntos A y B a los que se les asignan los coeficientes a y b, la proyección del punto G sigue siendo el baricentro de las proyecciones de A y B a las que se les asignan los mismos coeficientes a y b.
En particular, si A, B y C son tres puntos alineados y si A', B' y C' son sus puntos proyectados, entonces la proyección mantiene las siguientes relcaicones algebraicas:
{\displaystyle {\frac {\overline {AB}}{\overline {AC}}}={\frac {\overline {A'B'}}{\overline {A'C'}}}}
Esta propiedad es comparable con el teorema de Tales.
La aplicación afín está asociada a una aplicación lineal sobre los vectores del plano {\displaystyle {\vec {p}}}, de manera que  {\displaystyle {\vec {p}}({\overrightarrow {AB}})={\overrightarrow {A'B'}}}:
{\displaystyle {\vec {p}}({\overrightarrow {AB}}+{\overrightarrow {AC}})={\vec {p}}({\overrightarrow {AB}})+{\vec {p}}({\overrightarrow {AC}})}
y si k es un escalar, entonces
{\displaystyle {\vec {p}}(k{\overrightarrow {AB}})=k{\vec {p}}({\overrightarrow {AB}})}.
Esta aplicación lineal es un operador de proyección.

### Proyecciones y coordenadas cartesianas
Las líneas rectas D y Δ se cruzan en O. Entonces, sea A'  la proyección de A sobre D paralela a Δ,
y A'' la proyección de A sobre Δ paralela a D. Entonces :
{\displaystyle {\overrightarrow {OA}}={\overrightarrow {OA'}}+{\overline {OA''}}}
Si u es el vector de dirección de D y v es el vector de dirección de Δ, (0,u,v) es un sistema de coordenadas afín del plano. Si las coordenadas de A en este sistema de coordenadas son (x, y), entonces:
{\displaystyle {\overrightarrow {OA'}}=x\cdot u\ ;\ \ {\overrightarrow {OA''}}=y\cdot v.}

### Proyección paralela a una recta engeometría analítica
Sea {\displaystyle {\vec {u}}} un vector de dirección de Δ de componentes (xu , yu ). Entonces:
a·x + b·y + c = 0
es la ecuación de D. Sea el punto A con coordenadas (xA , yA ) y su proyección A' con coordenadas (xA' , yA' ).
Como (AA' ) es paralelo a Δ, existe un escalar k tal que
{\displaystyle {\overrightarrow {AA'}}=k\cdot {\vec {u}}}
para cualquier
{\displaystyle \left\{{\begin{matrix}x_{A'}-x_{A}=k\cdot x_{u}\\y_{A'}-y_{A}=k\cdot y_{u}\end{matrix}}\right.}
Además, A está en D, lo que significa que
a·xA'  + b·yA'  + c = 0
y por lo tanto se obtiene
a·(k·xu  + xA ) + b·(k·yu  + yA ' ' ') + c = 0
de donde
{\displaystyle k=-{\frac {a\cdot x_{A}+b\cdot y_{A}+c}{a\cdot x_{u}+b\cdot y_{u}}}}
(a·xu  + b·yu  no es cero, ya que {\displaystyle {\vec {u}}} no es colineal con D), y por lo tanto
{\displaystyle \left\{{\begin{matrix}x_{A'}=-{\frac {a\cdot x_{A}+b\cdot y_{A}+c}{a\cdot x_{u}+b\cdot y_{u}}}\cdot x_{u}+x_{A}\\y_{A'}=-{\frac {a\cdot x_{A}+b\cdot y_{A}+c}{a\cdot x_{u}+b\cdot y_{u}}}\cdot y_{u}+y_{A}\end{matrix}}\right.}
para cualquier
{\displaystyle \left\{{\begin{matrix}x_{A'}={\frac {b\cdot (x_{A}y_{u}-y_{A}x_{u})-c\cdot x_{u}}{a\cdot x_{u}+b\cdot y_{u}}}\\y_{A'}={\frac {a\cdot (y_{A}x_{u}-x_{A}y_{u})-c\cdot y_{u}}{a\cdot x_{u}+b\cdot y_{u}}}\end{matrix}}\right.}

## Proyección en geometría en el espacio

### Proyección sobre un plano paralelo a una línea recta

#### Propiedades

Proyección de un cubo sobre un plano paralelamente a una recta

En el espacio, considérese un plano Π y una recta Δ no paralela a Π. La proyección sobre el plano Π según la dirección Δ transforma el punto A en un punto A' tal que:
- A' pertenece al plano Π
- A' está en la recta paralela a Δ que pasa por A

El plano y la recta no son paralelos y se cortan en un único punto, lo que garantiza la existencia y unicidad de A' cuando se da un punto A.
Si Δ es perpendicular a Π, entonces la proyección se llama ortogonal.
Posee las mismas propiedades que el caso de proyección anterior: si A pertenece al plano, A es su propia proyección. Cualquier punto A' del plano es la proyección de una infinidad de puntos situados en la recta que pasa por A' y es paralela a Δ.
La proyección es una transformación afín, que preserva los baricentros y el paralelismo. Es decir, dos rectas paralelas se proyectan en dos puntos o en dos rectas igualmente paralelas entre sí. Este tipo de proyección permite representaciones planas de objetos en el espacio en forma de perspectivas axonométricas, como la perspectiva caballera.
Como para cualquier aplicación afín, el teorema de Tales se sigue verificando: si A, B y C son tres puntos alineados y si A', B' y C' son sus puntos proyectados, entonces
{\displaystyle {\frac {\overline {AB}}{\overline {AC}}}={\frac {\overline {A'B'}}{\overline {A'C'}}},}
es decir, existe un escalar {\displaystyle \lambda } que satisface ambas condiciones
{\displaystyle {\overrightarrow {AB}}=\lambda ~{\overrightarrow {AC}}\quad {\text{y}}\quad {\overrightarrow {A'B'}}=\lambda ~{\overrightarrow {A'C'}}.}
De hecho, la aplicación afín está asociada con una aplicación lineal sobre los vectores espaciales, que envía {\displaystyle {\overrightarrow {AC}}} a {\displaystyle {\overrightarrow {A'C'}}} y {\displaystyle {\overrightarrow {AB}}} a {\displaystyle {\overrightarrow {A'B'}}}.
La aplicación lineal asociada con una proyección afín es un operador de proyección.

#### Expresión analítica
Sea {\displaystyle {\vec {u}}} un vector de dirección de Δ de componentes (xu , yu , zu ). Entonces
a·x + b·y + c·z + d = 0
es la ecuación de Π. Sea el punto A con coordenadas (xA , yA , zA ) y sea A'  su proyección con coordenadas (xA' , yA' , zA' ).
Como (AA' ) es paralela a Δ, existe un escalar k tal que
{\displaystyle {\overrightarrow {AA'}}=k\cdot {\vec {u}}}
y entonces
{\displaystyle \left\{{\begin{matrix}x_{A'}-x_{A}=k\cdot x_{u}\\y_{A'}-y_{A}=k\cdot y_{u}\\z_{A'}-z_{A}=k\cdot z_{u}\\\end{matrix}}\right.}
Además, A está en Π, lo que significa que
a·xA'  + b·yA'  + c·zA'  + d = 0
Se observa que desde el punto de vista analítico el problema es muy similar al anterior. Se tiene un sistema de cuatro ecuaciones con cuatro incógnitas xA', yA', zA' y k, de manera que entonces se obtiene:
{\displaystyle \left\{{\begin{matrix}x_{A'}={\frac {b\cdot (x_{A}y_{u}-y_{A}x_{u})+c\cdot (x_{A}z_{u}-z_{A}x_{u})-d\cdot x_{u}}{a\cdot x_{u}+b\cdot y_{u}+c\cdot z_{u}}}\\y_{A'}={\frac {a\cdot (y_{A}x_{u}-x_{A}y_{u})+c\cdot (y_{A}z_{u}-z_{A}y_{u})-d\cdot y_{u}}{a\cdot x_{u}+b\cdot y_{u}+c\cdot z_{u}}}\\z_{A'}={\frac {a\cdot (z_{A}x_{u}-x_{A}z_{u})+b\cdot (z_{A}y_{u}-y_{A}z_{u})-d\cdot z_{u}}{a\cdot x_{u}+b\cdot y_{u}+c\cdot z_{u}}}\\\end{matrix}}\right.}
En el caso de una proyección ortogonal y si el sistema de coordenadas es ortonormal, es posible elegir xu  = a, yu  = b y zu  = c, de forma que
{\displaystyle \left\{{\begin{matrix}x_{A'}={\frac {(b^{2}+c^{2})\cdot x_{A}-ab\cdot y_{A}-ac\cdot z_{A}-d\cdot a}{a^{2}+b^{2}+c^{2}}}\\y_{A'}={\frac {-ab\cdot x_{A}+(a^{2}+c^{2})\cdot y_{A}-bc\cdot z_{A}-d\cdot b}{a^{2}+b^{2}+c^{2}}}\\z_{A'}={\frac {-ac\cdot x_{A}-bc\cdot y_{A}+(a^{2}+b^{2})\cdot z_{A}-d\cdot c}{a^{2}+b^{2}+c^{2}}}\\\end{matrix}}\right.}
Si se decide arbitrariamente que Π contiene el origen (d = 0) y que a² + b² + c² = 1, entonces se tiene que
{\displaystyle \left\{{\begin{matrix}x_{A'}=(b^{2}+c^{2})\cdot x_{A}-ab\cdot y_{A}-ac\cdot z_{A}\\y_{A'}=-ab\cdot x_{A}+(a^{2}+c^{2})\cdot y_{A}-bc\cdot z_{A}\\z_{A'}=-ac\cdot x_{A}-bc\cdot y_{A}+(a^{2}+b^{2})\cdot z_{A}\\\end{matrix}}\right.}
En el caso de una proyección isométrica, se tiene que |a| = |b| = |c| = 1/√3. Por ejemplo, si se eligen los tres valores positivos, se tiene que
{\displaystyle \left\{{\begin{matrix}x_{A'}=2/3\cdot x_{A}-1/3\cdot y_{A}-1/3\cdot z_{A}\\y_{A'}=-1/3\cdot x_{A}+2/3\cdot y_{A}-1/3\cdot z_{A}\\z_{A'}=-1/3\cdot x_{A}-1/3\cdot y_{A}+2/3\cdot z_{A}\\\end{matrix}}\right.}

### Proyección sobre una línea paralela a un plano

Proyección mediante una recta paralelamente al plano de base. Todos los puntos de la cara inferior del cubo se proyectan en A y todos los puntos de la cara superior se proyectan en B

Con las mismas notaciones anteriores, se puede definir la proyección según Δ paralelamente a Π: transforma el punto A en un punto A' tal que
- A' está en Δ;
- A' pertenece al plano paralelo a Π que pasa por A

Como antes, el hecho de que la recta y el plano no sean paralelos permite decir que se cortan en un punto y garantiza la existencia y unicidad de A' cuando se da un punto A. Si Δ es perpendicular a Π, entonces se dice que la proyección es ortogonal.
Posee las mismas propiedades que la proyección anterior: si A pertenece a la recta, A es su propia proyección. Cualquier punto A' de la recta es la proyección de una infinidad de puntos situados en el plano que pasa por A' y es paralelo a Π.
Siempre se trata de una transformación afín, por lo que la aplicación lineal asociada es una proyección vectorial, por lo que tiene las propiedades indicadas anteriormente.

### Proyecciones y coordenadas cartesianas
Considérense tres rectas D1 con vector de dirección u1, D2 con vector de dirección u2 y D3 con vector de dirección u3, no coplanarias y concurrentes en un punto O.
Para un punto en el espacio A, se denominan:
- A1 la proyección de A sobre D1 paralela al plano (D2, D3);
- A2 la proyección de A sobre D2 paralela al plano (D3, D1);
- A3 la proyección de A sobre D3 paralela al plano (D1, D2).

Entonces :
{\displaystyle {\overrightarrow {OA}}={\overrightarrow {OA_{1}}}+{\overrightarrow {OA_{2}}}+{\overrightarrow {OA_{3}}}}
y si A tiene coordenadas (x, y, z) en el sistema de coordenadas (O, u1, u2, u3), entonces
{\displaystyle {\overrightarrow {OA_{1}}}=x\cdot u_{1}\ ;\ \ {\overrightarrow {OA_{2}}}=y\cdot u_{2}\ ;\ \ {\overrightarrow {OA_{3}}}=z\cdot u_{3}.}

## Definición general
En cualquier espacio afín, se considera un subespacio afín {\displaystyle F_{1}} de dirección {\displaystyle V_{1}} y un subespacio suplementario {\displaystyle V_{2}} de {\displaystyle V_{1}}. Entonces, se denomina proyección sobre {\displaystyle F_{1}} según la dirección {\displaystyle V_{2}} a la aplicación que transforma cualquier punto A en el punto A' verificando que:
- A' pertenece a {\displaystyle F_{1}}
- A' pertenece al subespacio {\displaystyle A+V_{2}} (que pasa por A y según la dirección {\displaystyle V_{2}}).

El hecho de que sus direcciones sean suplementarias garantiza que los dos subespacios {\displaystyle F_{1}} y {\displaystyle A+V_{2}} tengan solo un punto en común.
Se demuestra que esta proyección {\displaystyle p} es una correspondencia afín, cuya aplicación lineal asociada es la proyección {\displaystyle {\vec {p}}} sobre {\displaystyle V_{1}} de dirección {\displaystyle V_{2}=\ker({\vec {p}})}, y cuyo conjunto de puntos fijos es {\displaystyle F_{1}=p(E)}. De forma recíproca, cualquier correspondencia afín cuya aplicación lineal asociada sea una proyección y que tenga puntos fijos es una proyección afín.
Cualquier proyección afín {\displaystyle p} es idempotente, es decir, {\displaystyle p\circ p=p}. Por el contrario, cualquier aplicación afín idempotente es una proyección afín.